# Cesar (tỉnh)
Cesar là một trong 32 tỉnh của Colombia. Tỉnh nằm tại phía bắc Colombia, thuộc khu vực Caribe. Boyacá tiếp giáp với tỉnh La Guajira về phía bắc, giáp với tỉnh Magdalena và tỉnh Bolívar về phía tây, giáp với hai tỉnh Arauca và Casanare về phía đông, giáp với tỉnh Santander về phía nam, và giáp tỉnh Norte de Santander và bang Zulia của Venezuela về phía đông. Thủ phủ của tỉnh là thành phố Valledupar.
Vùng Cesar có người bản địa sinh sống, gồm người Euparíes ở thung lũng Upar và người Guatapuríes ở thung lũng sông Cesar. Chỉ huy Pedro de Vadillo người Tây Ban Nha là người châu Âu đầu tiên thám hiểm vùng đất này, song vùng này lại bị Ambrosio Alfínger người Đức xâm chiếm vào năm 1532.

## Tên gọi
Cái tên "Cesar" bắt nguồn từ chữ Chet-tzar hay Zazare, có nghĩa là "vùng nước lặng" trong tiếng của người Chimila bản địa.

## Địa lý
Hơn một nửa đất đai của tính là đồng bằng, gần nửa còn lại là núi non, gồm 2 dãy núi chính là Serranía del Perijá và Sierra Nevada de Santa Marta